# Pontaubault
Pontaubault – miejscowość i gmina we Francji, w regionie Normandia, w departamencie Manche.
Według danych na rok 1990 gminę zamieszkiwały 492 osoby, a gęstość zaludnienia wynosiła 254 osoby/km² (wśród 1815 gmin Dolnej Normandii Pontaubault plasuje się na 446. miejscu pod względem liczby ludności, natomiast pod względem powierzchni na miejscu 1095.).